# Esteban Bocskai
Esteban Bocskai de Kismarja (en húngaro: Bocskai István, en alemán:Bocskai Stephan, en eslovaco Štefan Bočkaj, en rumano Ştefan Bocşa) (1 de enero de 1557-29 de diciembre de 1606) fue un aristócrata húngaro de Transilvania. Príncipe de Transilvania (1605-1606). 

## Biografía
Nacido en Kolozsvár en 1557, Esteban Bocskai fue el miembro más conocido de un antiguo linaje. Fue hijo de Jorge Bocskai y Cristina Sulyok. En 1571 organizó el matrimonio de su hermana Isabel Bocskai con Cristóbal Báthory, el capitán de la ciudad de Várad y hermano mayor del Príncipe de Transilvania Esteban Báthory. De esta forma el joven Esteban Bocskai se fue aliando con los altos poderes transilvanos. En 1576, Esteban Báthory fue elegido como Rey de Polonia y dejó el Principado para ocupar el trono polaco, pero sin renunciar al título de Príncipe de Transilvania. Dejó a su hermano Cristóbal Báthory regente, gobernando en su nombre, lo cual acercó más aún a Esteban al poder. Tras la muerte de Cristóbal y de Isabel, Esteban Bocskai se ocupó de su pequeño sobrino Segismundo Báthory, quien había sido elegido regente de Transilvania en 1581 a los 9 años de edad. Tras la muerte de Esteban Báthory en 1586, Segismundo fue elegido entonces como el monarca máximo de Transilvania por la asamblea de nobles. Como principal consejero del Príncipe Segismundo Báthory, le recomendó una alianza con el Emperador Romano Germánico frente al Imperio otomano. Realizó importantes misiones diplomáticas, con visitas frecuentes a Praga y Viena. 
Posteriormente según las circunstancias, la enemistad que le profesó el último Príncipe de la Casa de Báthory, quien llegó a confiscarle sus posesiones, le empujó a solicitar en 1599 protección a la Corte Imperial. Sin embargo los intentos del poder imperial de privar a la Hungría Real de su organización política y de la libertad religiosa para los protestantes, pronto llevó a Esteban Bocskai a oponerse a la autoridad imperial, especialmente después de las atrocidades cometidas por los generales imperiales Giorgio Basta y Giacomo Belgiojoso entre 1602 y 1604.

### Esteban Bocskai, Príncipe de Transilvania

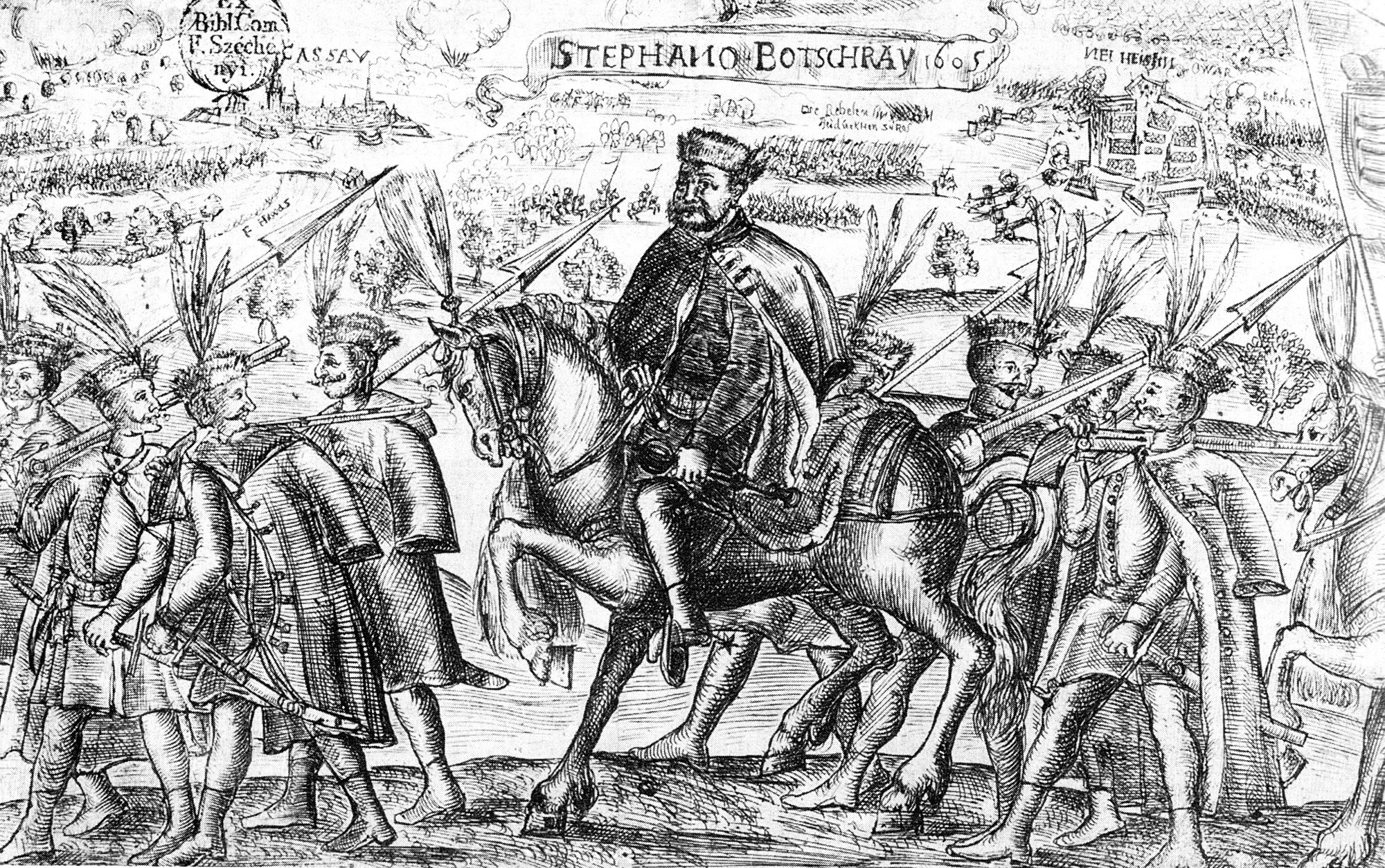
Esteban Bocskai y sus guerreros haiduques.

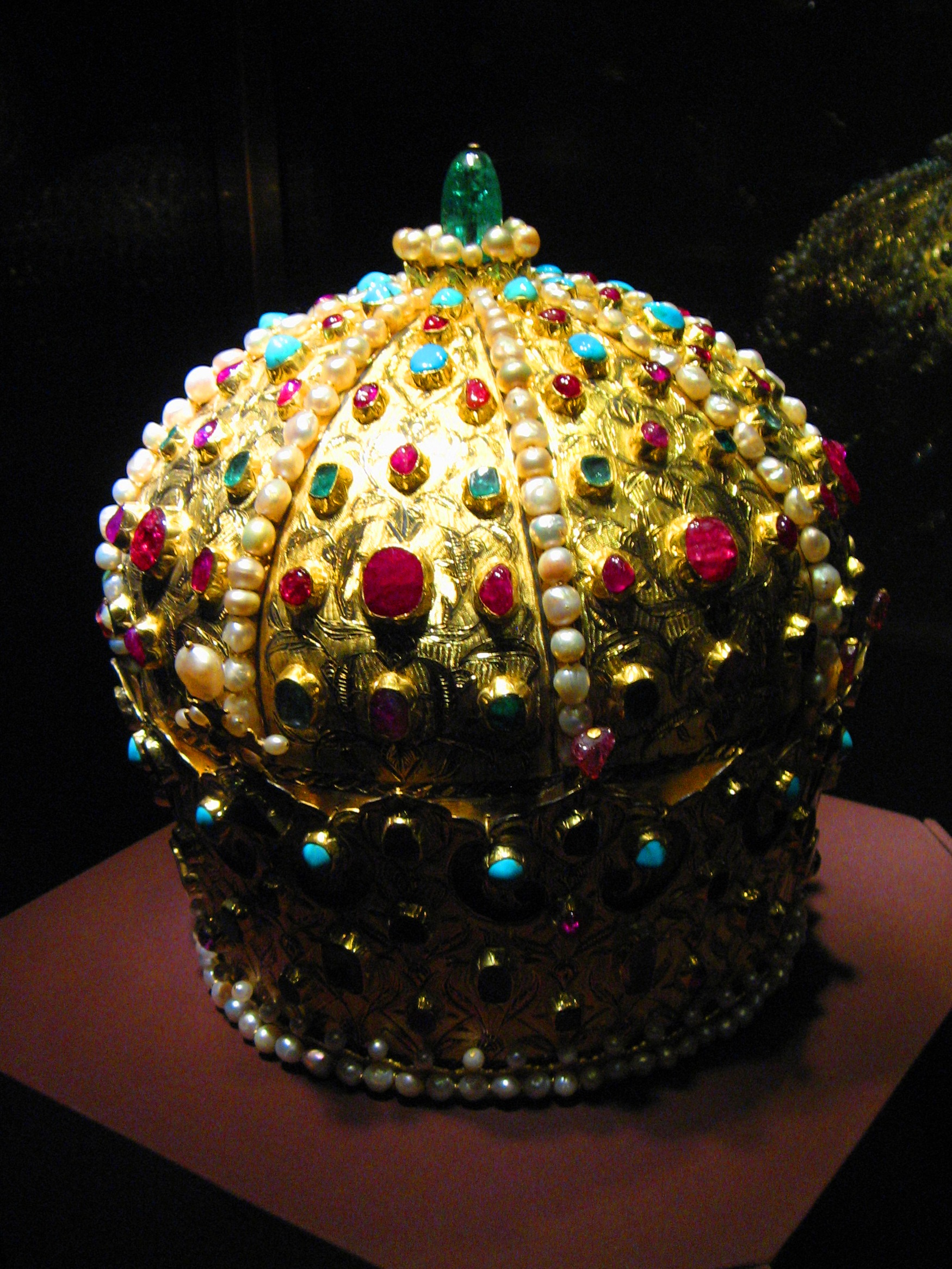
Corona de Esteban Bocksai otorgada por el sultán turco al noble húngaro. Actualmente se conserva en Viena.

En 1605 Esteban Bocskay se alió con los otomanos para evitar la anexión de Transilvania a la Hungría Real, objetivo del poder imperial, iniciándose así la llamada Guerra de Independencia de Esteban Bocskai. Como recompensa por su papel en la expulsión del general Basta en Transilvania, la Dieta Húngara reunida en Medgyes (actualmente Mediaş en Rumanía) le designó Príncipe de Transilvania. El sultán Ahmed I le obsequió con una corona espléndida que fue realizada en Persia en agradecimiento por su apoyo. Aunque Esteban Bocskay rechazó la sugerencia otomana de convertirse en rey, fue habilidoso en su alianza con los turcos. Entre 1604 y 1606 encabezó un levantamiento contra los Habsburgo en la Hungría Real (la parte de las actuales Hungría y Croacia controlada por los Habsburgo), conocido como la Guerra de Independencia de Esteban Bocskai. 
Por su parte, para preservar las provincias húngaras controladas por los Habsburgo, el archiduque Matías, que con el tiempo se convirtió en emperador, se hizo cargo de los asuntos de Estado desplazando a su hermano el emperador Rodolfo II que tenía problemas de salud mental. El archiduque entró en negociaciones con Esteban Bocskai, que concluyeron en el Tratado de Viena suscrito el 23 de junio de 1606. En virtud de este tratado se garantizaban todos los derechos constitucionales, libertades religiosas y privilegios de los húngaros, tanto en la Hungría Real como en Transilvania. Esteban Bocskai fue reconocido como príncipe de Transilvania por la Corte de Viena junto con el derecho de los transilvanos a designar sus príncipes en el futuro. 
La Fortaleza de Tokaj (Norte de Hungría) y los condados de Szabolcs-Szatmár-Bereg y Ugocsa (Vinohrádiv) fueron cedidos a Esteban Bocskai, con la condición de que serían devueltos a Austria si éste fallecía sin descendencia, lo que sucedió. Al mismo tiempo se firmó junto al río Žitava (en la actual Eslovaquia) la Paz de Zsitvatorok por la que los otomanos aceptaban el Tratado de Viena. Esteban Bocskai solamente pudo disfrutar de su triunfo diplomático durante unos meses, pues falleció en Kassa (actual Eslovaquia), el 29 de diciembre de 1606, supuestamente envenado por su canciller Mihály Káthay, que fue descuartizado por los partidarios de Esteban Bocskai en la plaza del mercado de la ciudad mencionada.